# 強尼·麥茲
約翰·羅伯特·麥茲（英語：John Robert Mize, 1913年1月7日—1993年6月2日），綽號「Big Jawn」和「大貓」，為前美國職棒大聯盟的一壘手。曾待過紅雀、巨人與洋基等隊。生涯15個球季入選過10次明星賽，他也是洋基五連霸的功臣之一。
他生涯打擊率3成12，359轟，1981年入選名人堂。2014年入選紅雀隊名人堂博物館。

## 早期職業生涯
1936年4月16日，麥茲登上大聯盟。該年他出賽126場，打擊率3成29，19轟93分打點。
1937年，他的打擊率為3成64，在隊上僅次於隊友喬·梅德威克。1939年，他的打擊率為3成49，28轟。他在MVP票選排名第二。1940年，他擊出43轟成為隊上的全壘打王。這項隊史紀錄也持續了將近60年才被打破。然而在1941年球季結束後，紅雀總教練Branch Rickey認為他巔峰期已過而將他交易至巨人，換來Bill Lohrman、Johnny McCarthy和Ken O'Dea，還有5萬美元。
1941年，有一家當時在製作棒球卡的公司Gum Product Inc被麥茲控告未經他同意而將其照片製作成名為「雙殺」的棒球卡。雖然麥茲最終沒有勝訴，不過造成的風波使得該公司還是停止生產該棒球卡。
1942年，巨人隊的一壘手Babe Young即將加入美軍服役。麥茲成為巨人隊的主力一壘手。雖然該年他打擊率3成05為生涯新低，不過他還是擊出26轟，還有110分打點。

## 入伍與後期職業生涯
1943年到1945年，麥茲在美軍服役而暫時離開大聯盟。他在服役期間還是有在海軍的棒球隊訓練自己。當時他還與洋基隊的菲爾·里茲圖、運動家隊的Sam Chapman、紅襪隊的唐姆·迪馬喬等大咖球星一同練習。1946年，麥茲回歸大聯盟。然而他卻因為腳趾受傷影響到場上的表現，最終他沒能贏下全壘打王的頭銜。1947年，他擊出51轟，與拉爾夫·基納並列全壘打王。該年他僅被三振42次，在單季50轟以上的打者當中，麥茲是唯一一位單季三振數不到50的球員。1948年，麥茲擊出40轟再度和基納並列全壘打王。1949年球季中，麥茲在向球隊坦承自己不喜歡在巨人隊打球後，便被交易至洋基隊。
麥茲在洋基隊待了5年，不過這5年，洋基隊都拿下美聯冠軍，並且5次進軍世界大賽都拿下冠軍。1950年球季，他單季擊出25轟，成為史上第2位在兩個聯盟皆擊出單季25轟以上的打者。1952年世界大賽，麥茲連3場開轟。他甚至差點在世界大賽敲出第4支全壘打。
1953年10月，麥茲宣布退休。麥茲在他的生涯總共有6次達成單場3轟的大聯盟紀錄。只有他和貝比·魯斯達成在兩個聯盟皆完成單場3轟的紀錄。他生涯共擊出359轟。而麥茲到現在仍然是紅雀隊史上單季全壘打最多的左打者。

## 晚年
退休後，麥茲在電台擔任廣播人員，也擔任過球探、球隊的指導教練。
1960年代到1970年代間，麥茲都被提名入選名人堂，不過他十年間生涯最高得票率僅43%。1981年，名人堂資深委員會將麥茲選入名人堂。
麥茲在他晚年都在Demorest生活。1982年，他動了心臟手術，不過身體並無大礙。1993年，麥茲在睡夢中心搏停止辭世，享壽80歲。

## 紀念
在麥茲去世後，當時與其競爭全壘打王寶座的拉爾夫·基納也描述他是一個在場上很認真，但是場外很好相處的一個人。麥茲雖然當時打擊能力很出色，但是在泰德·威廉斯、斯坦·穆休、傑基·羅賓森等眾多球星的光芒籠罩下，麥茲反而得不太到太多的焦點。
2014年1月，聖路易紅雀宣布將麥茲與其他22位前紅雀球星入選聖路易紅雀名人堂博物館。

## 外部連結
- 球員資訊和成績在MLB ，ESPN ，Retrosheet ，Baseball Reference ，Baseball Reference (Minors) ，Fangraphs ，The Baseball Cube （英文）

| 成就                 | 成就                   | 成就               |
| -------------------- | ---------------------- | ------------------ |
| 前任： Harry Danning | 完全打擊 1940年7月13日 | 繼任： Buddy Rosar |